# Bourbon

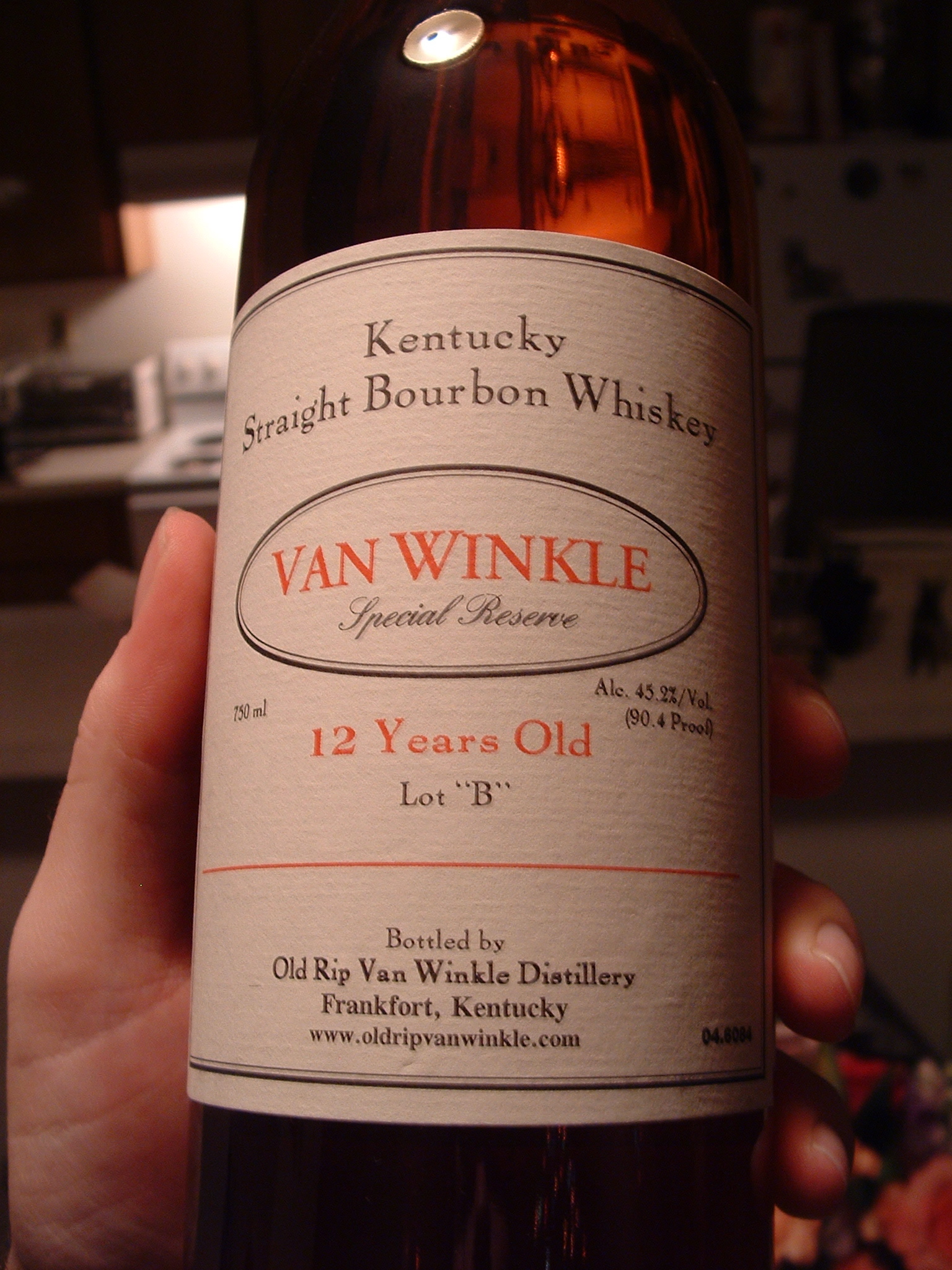
Old Rip Van Winkle Whisky, Kentucky

Il bourbon è un whiskey che prende il nome da una contea dello Stato del Kentucky.

## Storia
La prima marca di whiskey creati in Kentucky è stata quella della famiglia Pepper nel 1780, successivamente diventata la James E. Pepper. Si dice che il reverendo Elijah Craig, nel 1789, sia stato il primo a dare il nome bourbon al proprio whiskey. Può essere distillato in tutti gli Stati Uniti, tuttavia la sua produzione ha luogo in sei Stati e più precisamente: Kentucky, California, Illinois, Pennsylvania, Indiana e Georgia. Ad ogni modo è nel Kentucky che storicamente si concentra la maggior produzione del bourbon.

## Caratteristiche
La distillazione del bourbon può aver luogo solo negli Stati Uniti: nel 1964 il Congresso ha infatti riconosciuto il Bourbon Whiskey come "prodotto caratteristico degli Stati Uniti", creando le "Federal Standard of Identity for Bourbon" le quali prevedono che:
- deve essere ottenuto da una miscela costituita da mais per almeno il 51%;
- deve essere distillato non oltre l'80% di alcol in volume;
- deve essere naturale al 100%. Alla miscela può essere aggiunta solo acqua;
- deve essere invecchiato in botti di quercia, nuove e tostate internamente per facilitare la penetrazione del distillato nel legno;
- deve essere messo in botte con non più del 62,5% di alcol in volume.

Il bourbon che rispetta tali regole, ed è invecchiato per un minimo di due anni, può essere denominato Straight Bourbon, ma questa denominazione non è obbligatoria. Il termine "Straight Whiskey", o anche "Straight Bourbon Whiskey", è definito e stabilito per la produzione del liquore per il consumo negli Stati Uniti, secondo i criteri stabiliti da apposito ente federale. Queste norme non sono, peraltro, applicabili obbligatoriamente per i whiskey destinati all'esportazione. Le tipologie e le diciture sono molteplici, come Bourbon, Rye, Wheat Whiskey, Malt Whiskey e Rye Malt Whiskey.
Il bourbon invecchiato per un periodo inferiore ai quattro anni deve portare in etichetta la durata dell'invecchiamento. La dicitura Kentucky bourbon si riferisce a un whiskey distillato e invecchiato per almeno un anno nel Kentucky.

## Produzione
La tipica miscela di cereali per il bourbon è generalmente composta dal 70% di mais ed il rimanente è dato da grano e/o segale, e orzo maltato. Questa miscela viene detta mash ed è fatta fermentare attraverso un processo denominato sour mash fermentation, nel quale alla miscela viene aggiunta acqua purissima demineralizzata e un'infusione acida ricca di lieviti attivi, proveniente da precedenti fermentazioni. Dal 2005 il suddetto procedimento è utilizzato per l'elaborazione di tutti gli Straight Bourbon whiskey.
Terminata la fermentazione si procede alla distillazione, solitamente a ciclo continuo con alambicco a colonna, dando vita ad un distillato incolore che con la permanenza in botti acquisterà un colore naturale più o meno intenso a seconda degli anni di invecchiamento.